# Gare de Cavignac
La gare de Cavignac est une gare ferroviaire française de la ligne de Chartres à Bordeaux-Saint-Jean située sur le territoire de la commune de Cavignac, dans le département de la Gironde, en région Nouvelle-Aquitaine.
C'est une halte voyageurs de la Société nationale des chemins de fer français (SNCF) du réseau TER Nouvelle-Aquitaine desservie par des trains express régionaux.

## Situation ferroviaire
Établie à 46 mètres d'altitude, la gare de Cavignac est située au point kilométrique (PK) 576,527 de la ligne de Chartres à Bordeaux-Saint-Jean, entre les gares de Saint-Mariens - Saint-Yzan et de Gauriaguet. 
Ancienne gare de bifurcation, elle était au PK 0,000 l'origine de la ligne de Cavignac à Coutras (déclassée), avant la gare de Marcenais.

## Histoire

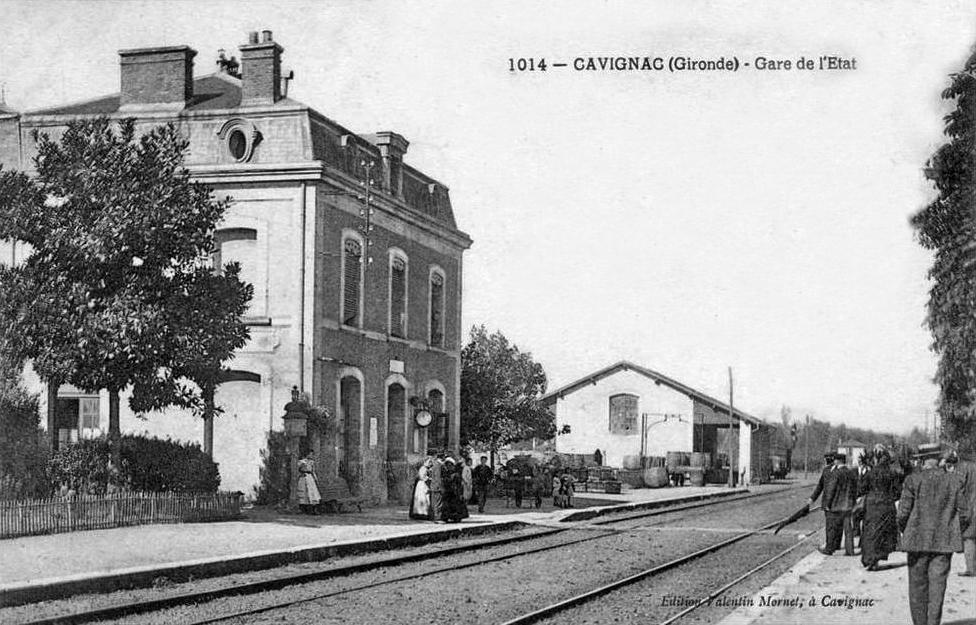
La gare au début du XXe siècle.

Construite en 1876, c'est d'abord une simple halte pour les marchandises et les déchargements[réf. nécessaire]. Le premier train voyageur s'arrête en 1911[réf. nécessaire]. La gestion de la gare marchandise (bâtiment central) ferma en 1956 et le dernier train de déchargement s'arrêta en 1971[réf. nécessaire].
En 2014, c'est une gare voyageurs d'intérêt local (catégorie C : moins de 100 000 voyageurs par an de 2010 à 2011), qui dispose de deux quais.

## Fréquentation
De 2015 à 2023, selon les estimations de la SNCF, la fréquentation annuelle de la gare s'élève aux nombres indiqués dans le tableau ci-dessous :
| Année           | 2015   | 2016   | 2017   | 2018   | 2019   | 2020   | 2021   | 2022   | 2023   |
| --------------- | ------ | ------ | ------ | ------ | ------ | ------ | ------ | ------ | ------ |
| Voyageurs seuls | 30 154 | 31 954 | 39 048 | 44 820 | 55 349 | 40 871 | 53 449 | 72 739 | 81 007 |

## Service des voyageurs

### Accueil
Halte SNCF, c'est un point d'arrêt non géré (PANG) à entrée libre, équipée de deux abris de quai.

### Desserte

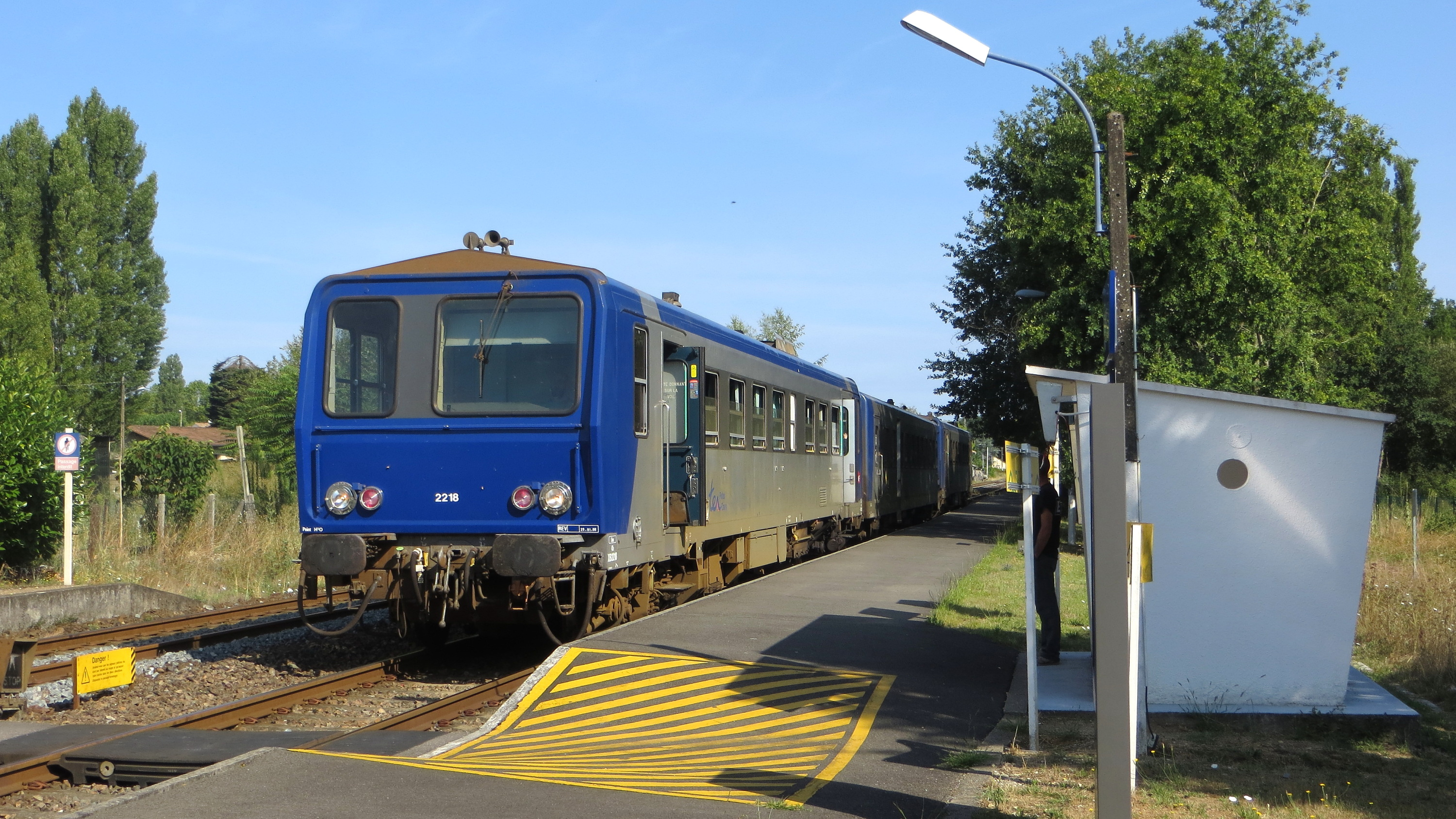
Un TER pour Bordeaux dessert la halte.

Cavignac est une halte voyageurs du réseau TER Nouvelle-Aquitaine, desservie par des trains express régionaux de la relation Saint-Mariens - Saint-Yzan – Saint-André-de-Cubzac – Bordeaux (ligne 43.1U).

### Intermodalité
Un parking pour les véhicules y est aménagé.

## Patrimoine ferroviaire
L'ancien bâtiment voyageurs est devenu une habitation privée.